# Uganda International 2012
Die Uganda International 2012 im Badminton fanden vom 2. bis zum 5. Februar 2012 in der Nsambya Sharing Hall in Kampala statt. Beim Turnier wurden Punkte für die Badminton-Weltrangliste vergeben. Das Preisgeld betrug 5.000 US-Dollar, wodurch das Turnier in die International Series eingeordnet wurde.

## Finalergebnisse
| Disziplin    | Sieger                          | Finalist                      | Ergebnis            |
| ------------ | ------------------------------- | ----------------------------- | ------------------- |
| Herreneinzel | Niluka Karunaratne              | Wisnu Haryo Putro             | 21:11 21:18         |
| Dameneinzel  | Jeanine Cicognini               | Özge Bayrak                   | 21:14 14:10 Aufgabe |
| Herrendoppel | Dorian James Willem Viljoen     | Ola Fagbemi Jinkan Ifraimu    | 24:22 21:19         |
| Damendoppel  | Michelle Edwards Annari Viljoen | Özge Bayrak Neslihan Yiğit    | kampflos            |
| Mixed        | Willem Viljoen Annari Viljoen   | Dorian James Michelle Edwards | 21:7 21:10          |